# Сибілла Клевська (1557—1627)
Сибілла Клевська (нім. Sibylle von Kleve), повне ім'я Сибілла Юліх-Клеве-Берзька (нім. Sibylle von Jülich-Kleve-Berg), також Сибілла фон дер Марк-Клеве (нім. Sibylle von der Mark-Kleve), 26 серпня 1557 — 16 грудня 1627) — принцеса Юліх-Клеве-Берзька з дому Ла Марків, донька герцога Юліх-Клеве-Бергу Вільгельма Багатого та ерцгерцогині Австрійської Марії, дружина маркграфа Бурґау Карла Габсбурга.

## Біографія

### Життя на батьківщині
Народилась 26 серпня 1557 року у Клеве шостою дитиною та п'ятою донькою в родині герцога Юліх-Клеве-Бергу Вільгельма Багатого та його другої дружини Марії Австрійської. Мала старшого брата Карла Фрідріха та сестер Марію Елеонору, Анну, Магдалену й Єлизавету, яка за три роки пішла з життя. Згодом народився брат Йоганн Вільгельм. Дід з материнського боку Фердинанд Габсбург від 1556 року був імператором Священної Римської імперії.

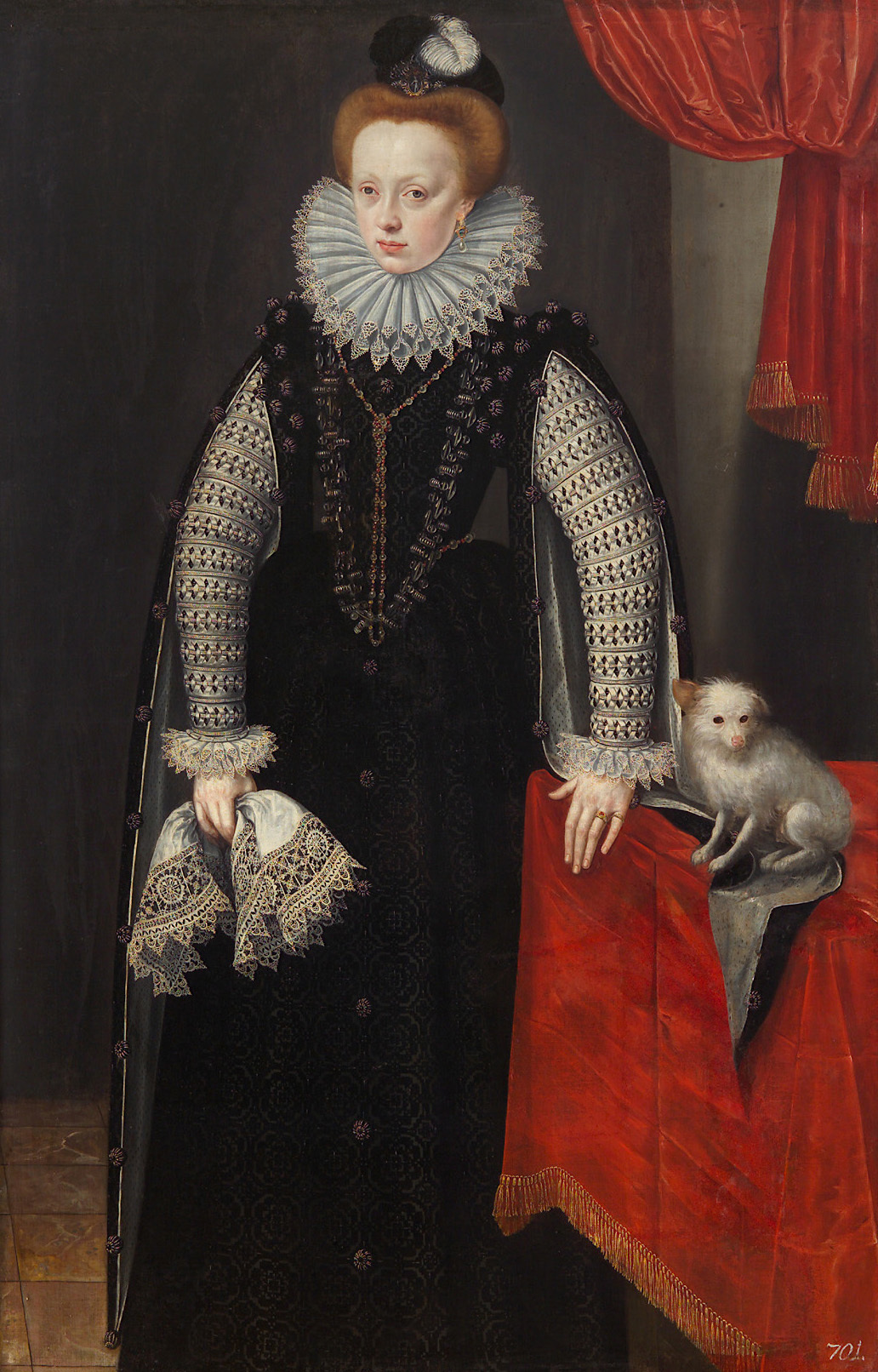
Портрет Сибілли пензля Лукаса ван Фалькенборха, близько 1579—1580 років, Музей історії мистецтв

Виросла у Дюссельдорфському замку. Також сім'я мала миливський замок Хамбах на східному краю Пфальцького лісу. Час від часу відвідували замки Юліху та Клеве. Принцеси виховувались у дусі протестантизму неодруженою тіткою Амалією, сестрою батька. В герцогстві панувала атмосфера ліберального католицизму.
Матір, страждаючи на меланхолію, з роками почала вважатися божевільною. Її не стало у грудні 1581 року. Батько, який, починаючи з 1566 року, переніс кілька інсультів і був частково паралізованим, більше не одружувався. 
Старший брат Карл Фрідріх помер у 1575 році від віспи, і спадкоємцем вважався Йоганн Вільгельм. Втім, від 1590 року він утримувався під вартою через психічну хворобу. Тож, після смерті Вільгельма Багатого у січні 1592 року, фактичною правителькою стала Якоба Баденська — дружина Йоганна Вільгельма, яка зуміла залучити на свій бік деяких радників. Втім, хоча їй вдалося заручитися підтримкою імператора, знайти баланс між католицькою та протестантською партіями двору вона не змогла. 
Сибілла, після визнання Йоганна Вільгельма душевнохворим, перебувала у напружених стосунках із Якобою. Через інтриги клевської принцеси Якоба задумалася про повернення до Баварії, але відповідальність щодо чоловіка змусила її залишитися в Дюссельдорфі. У 1595 році Сибілла звинуватила її у зраді чоловікові, і герцогиня була ув'язнена. За допомогою шурина, графа Лойхтенберга, Якоба написала захисний документ і домоглася судового розгляду справи, але померла до призначення суду. За свідченнями очевидців, вона була задушена. Існує ймовірність, що Сибілла могла бути причетною як до її ув'язнення, так і до смерті.
Йоганн Вільгельм, стан якого у 1597 році покращав, у 1599 році одружився з Антонією Лотаринзькою. Однак другий шлюб також залишився бездітним, що, зрештою, призвело до війни за Клевський спадок.
Сибілла, як і її сестри, через привілеї успадкування за жіночою лінією, надані імператором Карлом V, вважалася вигідною партією. Однак, якщо старші принцеси взяли шлюб ще за життя батьків, сама вона тривалий час залишалася неодруженою.

### Шлюб та вдіство

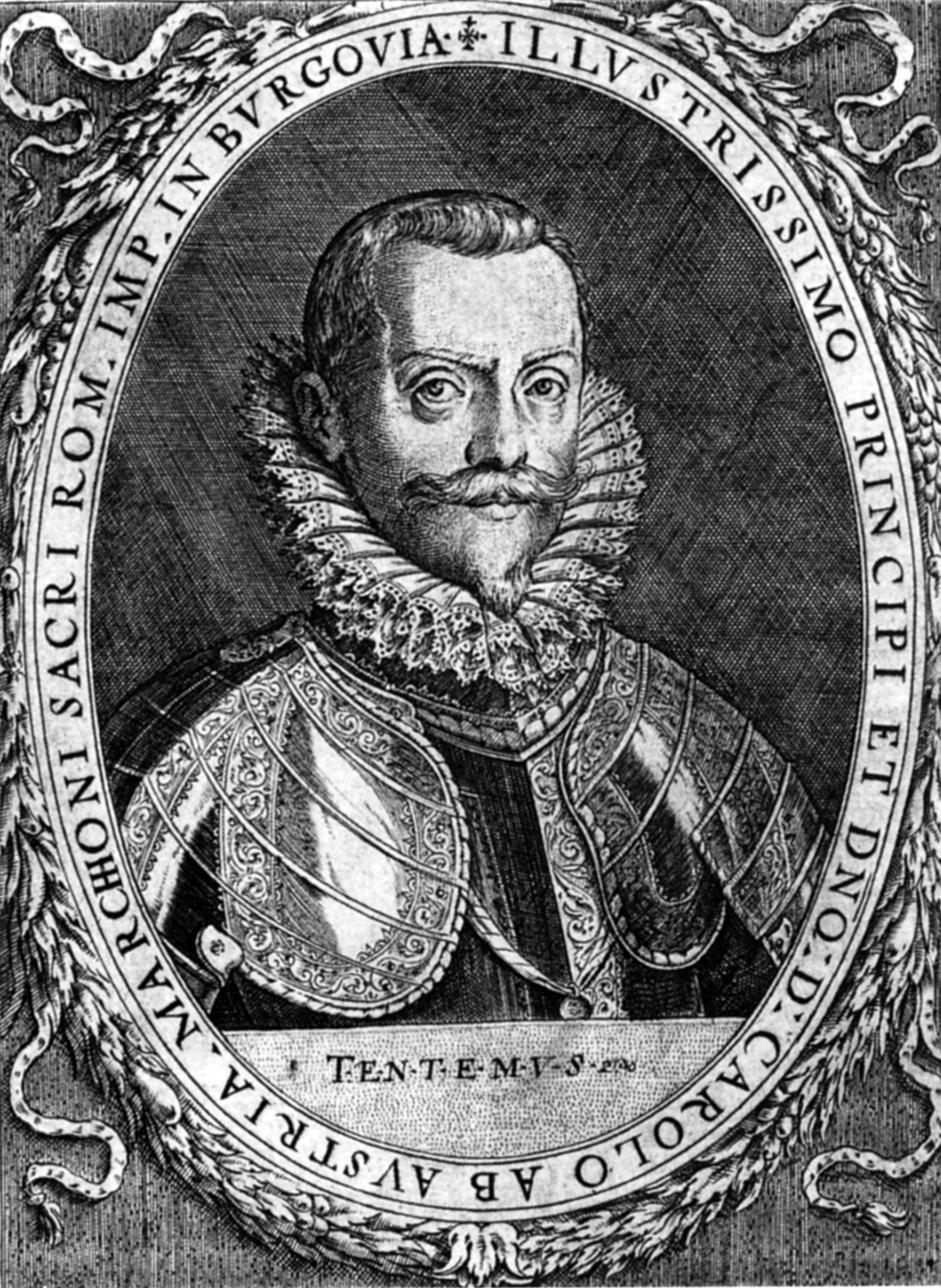
Карл Австрійський

У 43 років принцеса стала дружиною свого кузена, 40-річного маркграфа Бурґау Карла Австрійського. Весілля відбулося 4 березня 1601 року. Народжений від морганатичного шлюбу ерцгерцога Австрії Фердинанда II, Карл був виключений з лінії успадкування ерцгерцогства, однак отримав грошову компенсацію та деякі території, серед яких найважливішим було Бурґау. Також йому належали ландграфство Нелленбург і графство Гогенберг. Наречений мав кілька позашлюбних дітей, народжених у 1580-х роках. Спільних дітей у подружжя не було.
Від 1609 року двір пари, що змальовувався як дуже розкішний, перебував у Гюнцбурзі. Сибілла покровительствувала музикантам, підтримувала оркестр, організований її чоловіком.
Карл не був популярним серед підданих. Відносини з місцевою аристократією також мав напружені через бажання підвищити податки та розширити свої права суверена. Він помер 30 жовтня 1618 року.
Сибілла Клевська пішла з життя 16 грудня 1627 року. Була похована поряд із чоловіком у церкві капуцинів у Гюнцбурзі. Після знесення церкви її останки були перепоховані у церкві Святого Мартіна в тому ж місті.